# Marianna Staniewska
Marianna Staniewska (ur. 18 sierpnia 1947 w Brachowicach) – polska tkaczka i polityk, posłanka na Sejm PRL VIII kadencji.

## Życiorys
Uzyskała wykształcenie zasadnicze zawodowe. Była tkaczką i następnie cerowaczką w Zgierskich Zakładach Przemysłu Wełnianego. W 1967 wstąpiła do Polskiej Zjednoczonej Partii Robotniczej. Od 1972 zasiadała w egzekutywie jej OOP, od 1976 w plenum Komitetu Miejskiego i Komitetu Zakładowego, a od 1979 była II sekretarzem POP. W latach 1980–1985 pełniła mandat posłanki na Sejm PRL VIII kadencji w okręgu Łódź Bałuty. Zasiadała w Komisji Przemysłu Lekkiego, Komisji Spraw Wewnętrznych i Wymiaru Sprawiedliwości, Komisji Przemysłu oraz w Komisji Nadzwyczajnej do rozpatrzenia projektu ustawy o Trybunale Konstytucyjnym.